# Leiderschap

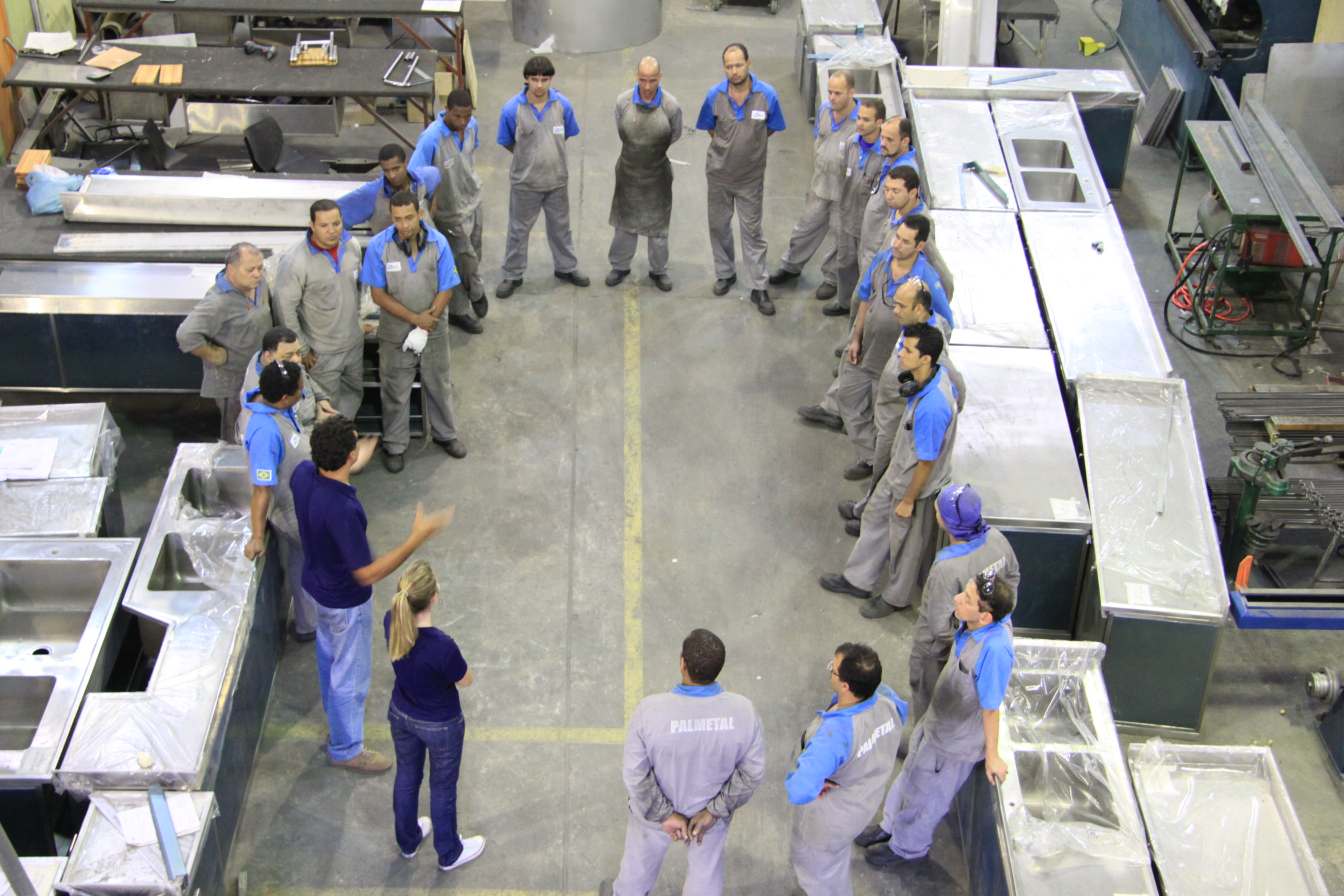
Training in een Braziliaanse staalfabriek

Leiderschap is de vaardigheid, met name van politici en bestuurders, om leiding te geven aan een groep mensen of een organisatie. 

## Verschil tussen leiders en managers
In bedrijven spreekt men meestal niet van leiders, maar van managers. Tussen beide begrippen lijkt een verschil te bestaan: management is vooral een rationeel proces, gericht op de technische aspecten van leiding geven. Leiderschap heeft vooral betrekking op de meer persoonlijke aspecten, waarbij het er om gaat de medewerkers te beïnvloeden om gedrag en prestaties in de gewenste richting te sturen.
Het onderscheid tussen leiderschap en management komt overeen met het onderscheid tussen transactioneel en transformationeel leiderschap.
- Transactioneel leiderschap gaat uit van principes van ruil. Verondersteld wordt dat het gedrag van medewerkers gestuurd wordt door het zoeken naar aangename en het vermijden van onaangename gevoelens. Leidinggevenden moeten dus ruilprincipes hanteren die tot bevrediging leiden (de medewerkers krijgen een beloning voor hun bijdrage), en met negatieve sancties kunnen ze ongewenst gedrag bijsturen. Veel vormen van management zijn vormen van transactioneel leiderschap;
- Transformationeel leiderschap gaat ervan uit dat medewerkers hun motivatie niet alleen ontlenen aan extrinsieke factoren, maar ook aan intrinsieke. Gedrag wordt niet alleen gemotiveerd door de beloningen, maar ook door het proces dat naar die beloningen leidt. Een leider moet daarom in staat zijn om ook zaken als normen, waarden, behoeften en capaciteiten te beïnvloeden.

## Taken van leiders
Gary Yukl formuleerde in 1989 vier soorten (clusters van) taken die leiders in organisaties hebben:
- Beslissingen nemen (problemen oplossen, plannen en organiseren, delegeren)
- Zoeken naar en voorzien in informatie;
- Ontwikkelen van relaties (conflictbemiddeling, teambuilding, netwerken);
- Beïnvloeden van mensen.

De eerste twee clusters zijn vooral taakgericht, de laatste twee clusters zijn vooral mens- of relatiegericht.

## Theorieën over leiderschap

### Traditionele theorieën
Volgens traditionele theorieën wordt de effectiviteit van leiderschap bepaald door persoonskenmerken. De persoonlijkheid van de leider staat centraal, en andere factoren zijn van minder belang.
Volgens de Great Man/Trait-theorieën wordt leiderschap bijvoorbeeld bepaald door aanleg en intelligentie: goede leiders zouden aangeboren eigenschappen hebben die ze onderscheiden van minder goede leiders.

### Situationeel leiderschap
| Leiderschapsstijlen     | Leiderschapsstijlen        | Leiderschapsstijlen    |
| Mate van ondersteuning: | Mate van sturing:          | Mate van sturing:      |
| Mate van ondersteuning: | Weinig                     | Veel                   |
| ----------------------- | -------------------------- | ---------------------- |
| Weinig                  | delegerend                 | directief, instruerend |
| Veel                    | overleggend, participerend | overtuigend, coachend  |

De theorie (of het model) van situationeel leiderschap stelt dat er vier basisstijlen van leiderschap zijn. Deze zijn afhankelijk van de mate van taakgerichtheid en persoonsgerichtheid van een leider. De theorie stelt dat de meest effectieve leiderschapsstijl situatie-afhankelijk is, namelijk van het ontwikkelingsniveau van de groep waaraan leiding wordt gegeven. Leiders kunnen onder meer een directieve, een overtuigende (of coachende), een participerende (of ondersteunende) of een delegerende leiderschapsstijl hebben. In een groep waarvan de groepsleden nog relatief onbekwaam zijn kan wellicht gebaat zijn bij een meer directieve leiderschapsstijl waarbij groepsleden meer instructie en minder ruimte krijgen. Een groep die zeer competent is in een bepaalde taak kan echter meer vrijheid krijgen, bijvoorbeeld middels de delegerende leiderschapsstijl.

### Gedeeld leiderschap
Bij gedeeld leiderschap wordt de beslissingsbevoegdheid en soms ook de verantwoordelijkheid op verschillende niveaus binnen een team belegd. De leider kan dan nog steeds eindverantwoordelijk zijn maar de beslissingen worden genomen door individuele teamleden of door het team gezamenlijk.

### Dienend leiderschap
Bij dienend leiderschap stellen leiders zich faciliterend op tegenover de werknemers, zodat deze zo goed mogelijk hun werk kunnen doen en zich goed kunnen ontwikkelen. De leiders delen hun macht en richten zich op de behoeften van de werknemers. Deze stijl, beschreven door Robert K. Greenleaf in 1970, gaat uit van een andere mentaliteit dan die van een sturend leider.

### Laissez-faire
De laissez-faire leiderschapsstijl legt (bijna) alle beslissingsbevoegdheid bij de werknemers. Deze methode ligt dicht bij de dienende leiderschapsstijl. De werknemers genieten een grote mate van vrijheid en de manager stelt zich grotendeels dienend op. Dit vergt wel een grote mate van bekwaamheid, betrokkenheid en betrouwbaarheid van deze werknemers. De leider dient wel regelmatig feedback te geven. De laissez-fairestijl wordt ook wel eens gezien als een manier om verantwoordelijkheid te vermijden.

### Informeel leiderschap
Informeel leiderschap ontstaat wanneer iemand in een groep, die formeel geen leider is, toch als leider wordt gezien. Vaak ontstaat deze situatie vanzelf doordat een persoon door ervaring, betrokkenheid, inzicht, visie (kortom senioriteit) en karakter de status bereikt dat het team naar hem of haar luistert. De informele leider steunt vooral op invloed terwijl de formele leider steunt op macht (een formele positie). Deze persoon kan de leiding naar zich toe trekken zonder dat iemand hier om heeft gevraagd. Vaak kan de formele leider van een team moeilijk om de informele leider(s) heen omdat deze het draagvlak kan maken of breken.

### Charismatisch leiderschap
Moderne benaderingen leggen het accent op het charisma van de leiders: het vermogen om alleen al op grond van persoonlijkheid een buitengewoon effect op volgelingen en ondergeschikten te hebben. Charismatische leiders hebben vaak een sterke behoefte aan macht en een groot zelfbewustzijn. Deze benadering lijkt sterk op de traditionele opvatting over leiderschap. In de moderne opvatting wordt echter ook waarde gehecht aan managementtechnieken. De juiste persoonlijkheid kan alleen door selectie worden gevonden, opleidingen hebben een complementaire en elementaire functie.

## Eigenschappen van leiders
Een bekend boek over effectief leiderschap is De zeven eigenschappen van effectief leiderschap van Stephen Covey. Hierin benoemt Covey zeven eigenschappen die leiderschap bevorderen:
- Proactiviteit
- Beginnen met het einde voor ogen
- De Eisenhower-methode (belangrijke zaken eerst)
- Aansturen op Win-winsituaties
- Eerst begrijpen, dan pas begrepen worden.
- Gebruik van synergie
- Vernieuwingsdrang.

In de wereld van het Agile werken worden andere eigenschappen gevraagd omdat hier de regie van het werk zoveel mogelijk op de werkvloer wordt belegd. Deze eigenschappen zijn:
- Leergierigheid: Omdat het werkveld aan constante verandering onderhevig is, is leergierigheid de enige manier om effectief te blijven.
- Authenticiteit: Een leider zal zelf in de normen en waarden die deze uitdraagt moeten geloven en deze moeten naleven om geloofwaardig te zijn.
- Emotionele competentie: Goede sociale vaardigheden en controle over de eigen emoties.
- Moed: Door moed te tonen kan een leider de groep door moeilijke periodes loodsen. Door gevoelige onderwerpen bespreekbaar te maken, gecalculeerde risico's te nemen en door zich kwetsbaar op te stellen.
- Andere laten groeien: Goede leiders hebben geen behoefte aan volgzame teamleden maar bevorderen de groei van nieuwe leiders.
- Decentraliseren van beslissingsbevoegdheid: Door de beslissingsbevoegdheid daar neer te leggen waar de kennis is, vaak op de werkvloer, worden betere beslissingen genomen.

## Effectiviteit van leiderschap
Soms wordt beweerd dat er steeds minder behoefte is aan leiderschap, maar anderen zien juist een duidelijke herwaardering van leiderschap. In de praktijk is leiderschap niet overbodig geworden, maar is het qua aard en functie sterk aan het veranderen . Men onderkent steeds meer dat de effectiviteit van leidinggeven wordt bepaald door veel factoren en kenmerken. Dit is ook het uitgangspunt van de contingentietheorie. De belangrijkste conclusie van die theorie is dat effectiviteit van leiderschap afhankelijk is van kenmerken van de leider en van de situatie waarin de leider optreedt.